# Кондуктометрія
Кондуктометрія (від англ. Conductivity — електропровідність і метрія — міряти) — сукупність електрохімічних методів аналізу, заснованих на вимірюванні електропровідності розчинів.

## Загальний опис
Визначення концентрації проводять прямою кондуктометрією (за калібрувальним графіком) або шляхом кондуктометричного титрування.
Кондуктометрія застосовується для швидкого визначення концентрації розчинів солей, кислот, основ, для контролю складу деяких промислових розчинів.
Кондуктометричний аналіз ґрунтується на зміні концентрації провідної речовини або хімічного складу середовища в просторі між електродами. Він не пов'язаний з потенціалом електрода, який зазвичай близький до рівноважного значення. Кондуктометрія включає прямі методи аналізу (використовувані, наприклад, в солемірів) і непрямі (наприклад, в газовому аналізі) із застосуванням постійного або змінного струму (низької та високої частоти), а також хронокондуктометрію, низькочастотне і високочастотне титрування.
Кондуктометрія також це спосіб визначення електропровідності речовин, а також, одночасно, і спосіб кількісного визначення речовин.

## Провідність розчину
{\displaystyle G={\frac {\sigma \cdot S}{l}}}
де {\displaystyle G} провідність у сіменсах (S), {\displaystyle S} у m2, {\displaystyle l} у метрах (m) та σ у S/m.
Провідність пов'язана із опором:{\displaystyle G={\frac {1}{R}}} де {\displaystyle G}

 де — {\displaystyle G} у сіменсах (S) і {\displaystyle R} у омах {\displaystyle (\Omega )}.

Отже, можна вибрати посудину з розчином, прикласти напругу до електродів та визначити опір за Законом Ома {\displaystyle U=R\cdot I={\frac {I}{G}}} {\displaystyle U} у вольтах (V), {\displaystyle R} в омах, {\displaystyle (\Omega )}, {\displaystyle I} у амперах (A) та {\displaystyle G} у сіменсах (S). Отже : {\displaystyle G={\frac {I}{U}}}..
Провідність розчину позначають σ . Ця величина є характеристикою розчину за кондуктометричним методом дослідження. Вона залежить:
- концентрації йонів та їх природи.
- температури розчину

Отже, кінцеве значення
{\displaystyle G=k\cdot \sigma \,} або {\displaystyle \,\sigma ={\frac {G\cdot l}{S}}}, де:
- {\displaystyle \sigma } — провідність електроліту (у S/m) ;
- {\displaystyle k} — константа комірки (установки) у метрах ;
- {\displaystyle G} — провідність (у S) ;
- {\displaystyle l} — відстань між двома пластинками електродів занурених у розчин (у m) ;
- {\displaystyle S} — площа електродів (у m2).